# Alfabeto aramaico
O sistema de escrita aramaico foi um abjad muito difundido na região da Mesopotâmia a partir do séc 2 a.C., sendo então adotado pelos persas.
Diferente do latim que caiu em desuso por volta de 1300, o aramaico ainda hoje é uma língua ativa em algumas regiões do interior da Síria, da Turquia e do Iraque.
O aramaico é um idioma muito esclarecedor para a história da humanidade e sua importância reside no fato de ser o elo para conhecer a pronúncia dos nomes e dos sons das consoantes que formam o alfabeto hebraico; língua que esteve em desuso quotidiano (porém manteve o uso na religião judaica), muito antiga que até meados do século XX era impronunciável devido à ausência das vogais.
Diferente do alfabeto hebraico, o aramaico sempre foi usado no interior da Síria e sua preservação se deve ao fato de ser escrito e falado pelos aldeões cristãos que durante milênios habitavam as diversas cidades ao norte de Damasco, entre elas reconhecidamente em Ma'lula e Iabrude "onde Jesus Cristo morou por 3 dias"[carece de fontes?] e outras aldeias da Mesopotâmia por onde Cristo passou[carece de fontes?], como Tur Abdim e Mardim ao sul da Turquia.
No início do século passado, devido a perseguições políticas e religiosas fizeram com que milhares desses cristãos imigrassem para o ocidente onde hoje restam poucas centenas deles.

## Escrita
A escrita aramaica é abjad, ou seja, usa somente consoantes. O sentido de escrita é da direita para a esquerda em linhas horizontais, como ocorre, por exemplo, com as escritas hebraica e árabe.
O primitivo alfabeto aramaico contava com 22 símbolos para consoantes, as quais sofreram modificações por volta do século V a.C. e passaram a apresentar duas formas, uma cursiva e outra dita "quadrada", com traços mais retilíneos.

## Alfabeto aramaico imperial
A tabela abaixo   apresenta formas do alfabeto aramaico usadas no Egito no século V a.C. As denominações estão conforme o aramaico bíblico. São apresentados os equivalentes hebraico, árabe e siríaco.
| Nome da letra | Forma da letra | Letra | Hebraico | Árabe | Siríaco | Fonologia       |
| Ālaph         |                | 𐡀     | א        | أ     | ܐ       | /ʔ/; /aː/, /eː/ |
| Bēth          |                | 𐡁     | ב        | ب‎     | ܒ       | /b/, /v/        |
| Gāmal         |                | 𐡂     | ג        | ج     | ܓ       | /ɡ/, /ɣ/        |
| Dālath        |                | 𐡃     | ד        | د‎     | ܕ       | /d/, /ð/        |
| Hē            |                | 𐡄     | ה        | ﻫ‎     | ܗ       | /h/             |
| Waw           |                | 𐡅     | ו        | و‎     | ܘ       | /w/; /oː/, /uː/ |
| Zain          |                | 𐡆     | ז        | ز‎     | ܙ       | /z/             |
| Ḥēth          |                | 𐡇     | ח        | خ,ح   | ܚ       | /ħ/             |
| Ṭēth          |                | 𐡈     | ט        | ط     | ܛ       | /tˤ/ enfático   |
| Yudh          |                | 𐡉     | י        | ي     | ܝ       | /j/; /iː/, /eː/ |
| Kāph          |                | 𐡊     | כ ך      | ك     | ܟܟ      | /k/, /x/        |
| Lāmadh        |                | 𐡋     | ל        | ل     | ܠ       | /l/             |
| Mim           |                | 𐡌     | מ ם      | م‎     | ܡܡ      | /m/             |
| Nun           |                | 𐡍     | נ ן      | ن     | ܢܢ ܢ    | /n/             |
| Semkath       |                | 𐡎     | ס        | س     | ܣ       | /s/             |
| Ayin -‘Ē      |                | 𐡏     | ע        | غ,ع   | ܥ       | /ʕ/             |
| Pē            |                | 𐡐     | פ ף      | ف     | ܦ       | /p/, /f/        |
| Ṣādhē         | ,              | 𐡑     | צ ץ      | ص‎     | ܨ       | /sˤ/ enfático   |
| Qoph          |                | 𐡒     | ק        | ق‎     | ܩ       | /q/             |
| Rēsh          |                | 𐡓     | ר        | ر     | ܪ       | /r/             |
| Shin          |                | 𐡔     | ש        | ش,س   | ܫ       | /ʃ/             |
| Tau           |                | 𐡕     | ת        | ت‎,ث   | ܬ       | /t/, /θ/        |